# Baumkirchen
Baumkirchen je obec v Rakousku ve spolkové zemi Tyrolsko v okrese Innsbruck-venkov. Obec je dostupná po dálnici A12 a po železniční trati Kufstein – Innsbruck.
Žije zde přibližně 1 300 obyvatel.

## Poloha
Obec leží v údolí Inntal, severně od řeky Inn, na svahu terasy Gnadenwald. Hlavní část obce leží na východě údolí Baumkirchen, kterým protéká potok Fallbach. Asi kilometr jihozápadně od hlavní části obce se nachází osada Unterfeld.  V nadmořské výšce 550 m na jihovýchodě tvoří řeka Inn hranici obce. Na severu se zalesněná krajina zvedá do výšky téměř 900 m n. m.
Obec má rozlohu čtyři kilometry čtvereční. Z toho 49 % tvoří lesy, 31 % zemědělská půda, pět procent zahrady a čtyři procenta je vodní plocha.
Obec sousedí s obcemi Absam na severu, Fritzens na východu, Wattens na jihovýchodu, Volders na jihu a Mils na západě.

## Historie
První písemná zmínka o obci je v roce 1147 v listině o držbě ve prospěch kláštera svatého Petra v Salcburku, kde je uváděna jako Poumchirche. Zmínka v darovací listině z roku 1040 jako Pawinuchircha se údajně vztahuje k Baumkirchenu, který patří k Mnichovu. V roce 1312 je Baumkirchen uveden jako samostatná obec v Inntalské berní knize. Jak píše Franz Fliri, profesor geografie na univerzitě v Innsbrucku, který v Baumkirchenu žije, ve své knize o Baumkirchenu, patrocinium kostela svatého Laurentia, názvy polí s částečně románským původem a rozdělení polí naznačují, že osídlení Baumkirchenu je starší než první doložená zmínka.
Farní kostel v Baumkirchenu byl prokazatelně poprvé vysvěcen v roce 1310 biskupem Johannem von Brixen, ale podle Fliriho ukazuje Laurentiovo patrocinium na vyšší stáří. V roce 1490 postavil Paul Heuberger v Baumkirchenu hrad Wohlgemutsheim. Hrad několikrát změnil majitele a v letech 1623–1783 patřil klášteru Haller Damenstift. Od roku 1959 je hrad domovem sester Dona Boska. Hradní kaple Nejsvětější Trojice byla údajně postavena kolem roku 1517 Paulem von Kripp původně s patrocinií Čtrnácti svatých pomocníků. V roce 1650 nechal halský občan Thomas Gapp a další mecenáši postavit na Kreuzbühelu kapli svaté Anny. Byla postavena ve stylu staveb Hippolyta Guarinoniho a věnována Johannem Karlem von Fiegerem. Zvláštní význam kapli dodalo bratrstvo svaté Anny, které bylo založeno v roce 1710 a v době svého vzniku tvořilo téměř polovinu obyvatel Baumkirchenu. Kolem poloviny 17. století byl v oblasti léčivého pramene, který údajně objevil Hippolyt Guarinoni, postaven lázeňský dům s lázeňským provozem, který byl udržován až do doby před druhou světovou válkou. Po roce 1939 se lázeňský dům využíval pouze pro byty a v roce 1984 byl zbourán. Sudy s pramenem pod kaplí Anny byly zničeny stavbou silnice v roce 1950.

## Znak
Blason: V děleném štítě nahoře listnatý strom se zelenými listy na bílém pozadí, dole bílý kostel na červeném pozadí.
Znak byl udělen 21. dubna 1949. Symbolizuje název místa jako mluvící znak.